# 크리스틴 뷰류

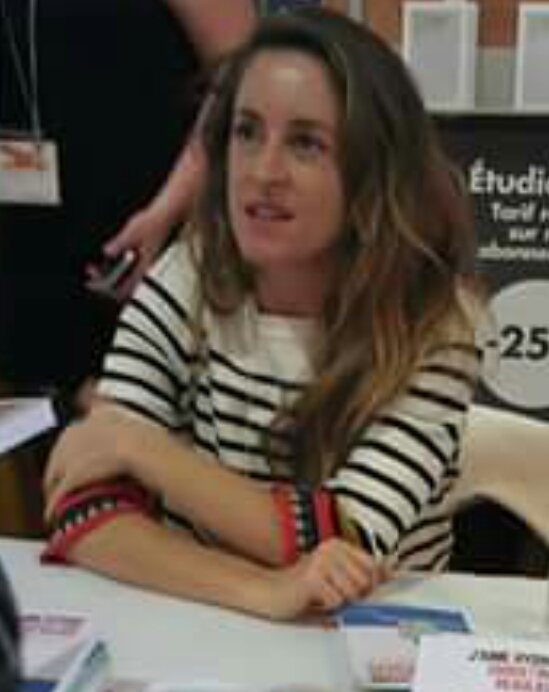

크리스틴 뷰류(Christine Beaulieu, 1981년 10월 14일~)는 캐나다의 배우이다.

## 영화
- 저스틴 & 줄리(2013년) - 줄리 역
- 패러슈트(2012년)
- Romaine par moins 30(2009)
- 퍼블릭 에너미 넘버원(2008년)